# Sport-Verein Werder von 1899 1964-1965
Questa voce raccoglie le informazioni riguardanti il Sport-Verein Werder von 1899 nelle competizioni ufficiali della stagione 1964-1965.

## Stagione
Nella stagione 1964-1965 il Werder Brema, allenato da Willy Multhaup, concluse il campionato di Bundesliga al 1º posto. In Coppa di Germania il Werder Brema fu eliminato al primo turno dal Magonza.

## Rosa
| N. |                     | Ruolo | Calciatore           |
| -- | ------------------- | ----- | -------------------- |
|    | Germania (bandiera) | P     | Günter Bernard       |
|    | Germania (bandiera) | P     | Klaus Lambertz       |
|    | Germania (bandiera) | D     | Wolfgang Bordel      |
|    | Germania (bandiera) | D     | Horst-Dieter Höttges |
|    | Germania (bandiera) | D     | Helmut Jagielski     |
|    | Germania (bandiera) | D     | Walter Nachtwey      |
|    | Germania (bandiera) | D     | Sepp Piontek         |
|    | Germania (bandiera) | D     | Heinz Steinmann      |
|    | Germania (bandiera) | C     | Diethelm Ferner      |
|    | Germania (bandiera) | C     | Max Lorenz           |
|    | Germania (bandiera) | C     | Helmut Schimeczek    |

| N. |                     | Ruolo | Calciatore        |
| -- | ------------------- | ----- | ----------------- |
|    | Germania (bandiera) | C     | Hans Schulz       |
|    | Germania (bandiera) | C     | Arnold Schütz     |
|    | Germania (bandiera) | C     | Willi Soya        |
|    | Germania (bandiera) | A     | Horst Dudjahn     |
|    | Germania (bandiera) | A     | Klaus Hänel       |
|    | Germania (bandiera) | A     | Erwin Jung        |
|    | Germania (bandiera) | A     | Theo Klöckner     |
|    | Germania (bandiera) | A     | Klaus Matischak   |
|    | Germania (bandiera) | A     | Dieter Thun       |
|    | Germania (bandiera) | A     | Gerhard Zebrowski |

## Organigramma societario
Area tecnica
- Allenatore: Willy Multhaup
- Allenatore in seconda:
- Preparatore dei portieri:
- Preparatori atletici:

## Calciomercato

### Sessione estiva
| Acquisti | Acquisti             | Acquisti            | Acquisti |
| R.       | Nome                 | da                  | Modalità |
| -------- | -------------------- | ------------------- | -------- |
| D        | Horst-Dieter Höttges | Borussia M'gladbach |          |
| A        | Klaus Matischak      | Schalke 04          |          |
| D        | Heinz Steinmann      | Saarbrücken         |          |

| Cessioni | Cessioni            | Cessioni          | Cessioni |
| R.       | Nome                | a                 | Modalità |
| -------- | ------------------- | ----------------- | -------- |
| A        | Dieter Meyer        | Bergedorf         |          |
| D        | Wolfgang Schwierzke | Eintracht Treviri |          |

## Risultati

### Bundesliga

#### Girone di andata
| Arbitro: | Heumann |

|                           |           |               |
| Richter 14’ Leydecker 38’ | Marcatori | 17’ Matischak |

| Arbitro: | Weyland |

|                                                              |           |          |
| Hänel 10’ Piontek 23’ Schütz 25’ Zebrowski 58’ Matischak 74’ | Marcatori | 30’ Moll |

| Arbitro: | Ott |

|  |           |                    |
|  | Marcatori | 32’, 55’ Zebrowski |

| Arbitro: | Hoffmann |

|                   |           |  |
| Schütz 62’ (rig.) | Marcatori |  |

| Arbitro: | Mathieu |

|                                        |           |                          |
| Müller 20’ Schäfer 38’, 87’ Hornig 79’ | Marcatori | 60’ Schütz 83’ Zebrowski |

| Brema 26 settembre 1964, ore 16:00 CET 6ª giornata | Werder Brema | 0 – 0 referto | Amburgo | Weserstadion (40 000 spett.)\| Arbitro: \| Zimmermann \| |
| Arbitro:                                           | Zimmermann   |               |         |                                                          |

| Arbitro: | Jacobi |

|            |           |                    |
| Gräber 39’ | Marcatori | 43’, 82’ Matischak |

| Arbitro: | Treichel |

|                            |           |  |
| Klöckner 28’ Zebrowski 38’ | Marcatori |  |

| Arbitro: | Baumgärtel |

|            |           |            |
| Geiger 86’ | Marcatori | 11’ Schütz |

| Arbitro: | Hennig |

|                                                   |           |              |
| Schulz 68’ Schütz 69’, 80’ Zebrowski 83’ Soya 86’ | Marcatori | 60’ Krampitz |

| Arbitro: | Deuschel |

|                     |           |                               |
| Soya 17’ Schütz 50’ | Marcatori | 42’ (rig.) Herrmann 46’ Kreuz |

| Arbitro: | Fritz |

|                           |           |             |
| Kohlars 13’, 70’ Heiß 85’ | Marcatori | 2’ Klöckner |

| Arbitro: | Seiler |

|               |           |  |
| Zebrowski 88’ | Marcatori |  |

| Arbitro: | Siebert |

|               |           |                                 |
| Konietzka 28’ | Marcatori | 37’ (rig.) Höttges 60’ Klöckner |

| Arbitro: | Niemeyer |

|            |           |            |
| Schulz 32’ | Marcatori | 84’ Strehl |

#### Girone di ritorno
| Arbitro: | Thier |

|            |           |                |
| Ferner 60’ | Marcatori | 10’ Kapitulski |

| Arbitro: | Baumgärtel |

|              |           |               |
| Krafczyk 37’ | Marcatori | 90’ Zebrowski |

| Arbitro: | Deuschel |

|                       |           |                      |
| Lorenz 40’ Schütz 48’ | Marcatori | 46’ Stein 86’ Stinka |

| Arbitro: | Tremmel |

|  |           |                            |
|  | Marcatori | 30’ Schulz 84’ (aut.) Kahn |

| Brema 30 gennaio 1965, ore 15:00 CET 20ª giornata | Werder Brema | 0 – 0 referto | Colonia | Weserstadion (40 000 spett.)\| Arbitro: \| Handwerker \| |
| Arbitro:                                          | Handwerker   |               |         |                                                          |

| Arbitro: | Weyland |

|  |           |                                                 |
|  | Marcatori | 16’, 26’ Matischak 78’ (aut.) Seeler 80’ Schütz |

| Arbitro: | Baumgärtel |

|                                |           |  |
| Piontek 23’ Matischak 65’, 71’ | Marcatori |  |

| Arbitro: | Heumann |

|            |           |               |
| Schock 55’ | Marcatori | 77’ Matischak |

| Arbitro: | Thier |

|            |           |  |
| Lorenz 52’ | Marcatori |  |

| Berlino 27 marzo 1965, ore 16:00 CET 25ª giornata | Hertha Berlino | 0 – 0 referto | Werder Brema | Stadio Olimpico (54 000 spett.)\| Arbitro: \| Jacobi \| |
| Arbitro:                                          | Jacobi         |               |              |                                                         |

| Arbitro: | Mathieu |

|              |           |  |
| Crawatzo 11’ | Marcatori |  |

| Arbitro: | Ott |

|                                          |           |                   |
| Zebrowski 42’ Schulz 62’ Bena 76’ (aut.) | Marcatori | 7’ Heiß 43’ Kraus |

| Arbitro: | Sparing |

|                            |           |                          |
| Schmidt 62’ van Haaren 79’ | Marcatori | 24’ Matischak 51’ Schütz |

| Arbitro: | Tschenscher |

|                                          |           |  |
| Matischak 13’ Klöckner 45’ Zebrowski 87’ | Marcatori |  |

| Arbitro: | Fritz |

|                |           |                                         |
| Strehl 8’, 43’ | Marcatori | 10’ Zebrowski 39’ Matischak 54’ Piontek |

### Coppa di Germania
| Arbitro: | Seiler |

|        |           |  |
| II 56’ | Marcatori |  |

## Statistiche

### Statistiche di squadra
| Competizione      | Punti | In casa | In casa | In casa | In casa | In casa | In casa | In trasferta | In trasferta | In trasferta | In trasferta | In trasferta | In trasferta | Totale | Totale | Totale | Totale | Totale | Totale | DR  |
| Competizione      | Punti | G       | V       | N       | P       | Gf      | Gs      | G            | V            | N            | P            | Gf           | Gs           | G      | V      | N      | P      | Gf     | Gs     | DR  |
| ----------------- | ----- | ------- | ------- | ------- | ------- | ------- | ------- | ------------ | ------------ | ------------ | ------------ | ------------ | ------------ | ------ | ------ | ------ | ------ | ------ | ------ | --- |
| Bundesliga        | 41    | 15      | 9       | 6       | 0       | 30      | 10      | 15           | 6            | 5            | 4            | 24           | 19           | 30     | 15     | 11     | 4      | 54     | 29     | +25 |
| Coppa di Germania | -     | 0       | 0       | 0       | 0       | 0       | 0       | 1            | 0            | 0            | 1            | 0            | 1            | 1      | 0      | 0      | 1      | 0      | 1      | -1  |
| Totale            | 41    | 15      | 9       | 6       | 0       | 30      | 10      | 16           | 6            | 5            | 5            | 24           | 20           | 31     | 15     | 11     | 5      | 54     | 30     | +24 |

### Andamento in campionato
| Giornata  | 1  | 2 | 3 | 4 | 5 | 6 | 7 | 8 | 9 | 10 | 11 | 12 | 13 | 14 | 15 | 16 | 17 | 18 | 19 | 20 | 21 | 22 | 23 | 24 | 25 | 26 | 27 | 28 | 29 | 30 |
| --------- | -- | - | - | - | - | - | - | - | - | -- | -- | -- | -- | -- | -- | -- | -- | -- | -- | -- | -- | -- | -- | -- | -- | -- | -- | -- | -- | -- |
| Luogo     | T  | C | T | C | T | C | T | C | T | C  | C  | T  | C  | T  | C  | C  | T  | C  | T  | C  | T  | C  | T  | C  | T  | T  | C  | T  | C  | T  |
| Risultato | P  | V | V | V | P | N | V | V | N | V  | N  | P  | V  | V  | N  | N  | N  | N  | V  | N  | V  | V  | N  | V  | N  | P  | V  | N  | V  | V  |
| Posizione | 13 | 6 | 1 | 1 | 3 | 4 | 4 | 3 | 2 | 2  | 2  | 2  | 2  | 2  | 2  | 2  | 2  | 2  | 2  | 2  | 1  | 1  | 1  | 1  | 1  | 1  | 1  | 1  | 1  | 1  |

Legenda:

Luogo: C = Casa; T = Trasferta. Risultato: V = Vittoria; N = Pareggio; P = Sconfitta.

### Statistiche dei giocatori
| Giocatore     | Bundesliga | Bundesliga | Bundesliga  | Bundesliga | Coppa di Germania | Coppa di Germania | Coppa di Germania | Coppa di Germania | Totale   | Totale | Totale      | Totale     |
| Giocatore     | Presenze   | Reti       | Ammonizioni | Espulsioni | Presenze          | Reti              | Ammonizioni       | Espulsioni        | Presenze | Reti   | Ammonizioni | Espulsioni |
| ------------- | ---------- | ---------- | ----------- | ---------- | ----------------- | ----------------- | ----------------- | ----------------- | -------- | ------ | ----------- | ---------- |
| G. Bernard    | 30         | 0          | 0           | 0          | 0                 | 0                 | 0                 | 0                 | 30       | 0      | 0           | 0          |
| W. Bordel     | 1          | 0          | 0           | 0          | 1                 | 0                 | 0                 | 0                 | 2        | 0      | 0           | 0          |
| H. Dudjahn    | 0          | 0          | 0           | 0          | 0                 | 0                 | 0                 | 0                 | 0        | 0      | 0           | 0          |
| D. Ferner     | 29         | 1          | 0           | 0          | 1                 | 0                 | 0                 | 0                 | 30       | 1      | 0           | 0          |
| K. Hänel      | 7          | 1          | 0           | 0          | 0                 | 0                 | 0                 | 0                 | 7        | 1      | 0           | 0          |
| H. Höttges    | 29         | 1          | 0           | 0          | 0                 | 0                 | 0                 | 0                 | 29       | 1      | 0           | 0          |
| H. Jagielski  | 26         | 0          | 0           | 0          | 1                 | 0                 | 0                 | 0                 | 27       | 0      | 0           | 0          |
| E. Jung       | 0          | 0          | 0           | 0          | 0                 | 0                 | 0                 | 0                 | 0        | 0      | 0           | 0          |
| T. Klöckner   | 17         | 4          | 0           | 0          | 0                 | 0                 | 0                 | 0                 | 17       | 4      | 0           | 0          |
| K. Lambertz   | 0          | 0          | 0           | 0          | 1                 | 0                 | 0                 | 0                 | 1        | 0      | 0           | 0          |
| M. Lorenz     | 27         | 2          | 0           | 0          | 1                 | 0                 | 0                 | 0                 | 28       | 2      | 0           | 0          |
| K. Matischak  | 19         | 12         | 0           | 0          | 0                 | 0                 | 0                 | 0                 | 19       | 12     | 0           | 0          |
| W. Nachtwey   | 0          | 0          | 0           | 0          | 0                 | 0                 | 0                 | 0                 | 0        | 0      | 0           | 0          |
| S. Piontek    | 28         | 3          | 0           | 0          | 1                 | 0                 | 0                 | 0                 | 29       | 3      | 0           | 0          |
| H. Schimeczek | 6          | 0          | 0           | 0          | 1                 | 0                 | 0                 | 0                 | 7        | 0      | 0           | 0          |
| H. Schulz     | 19         | 4          | 0           | 0          | 0                 | 0                 | 0                 | 0                 | 19       | 4      | 0           | 0          |
| A. Schütz     | 28         | 10         | 0           | 0          | 1                 | 0                 | 0                 | 0                 | 29       | 10     | 0           | 0          |
| W. Soya       | 8          | 2          | 0           | 0          | 1                 | 0                 | 0                 | 0                 | 9        | 2      | 0           | 0          |
| H. Steinmann  | 26         | 0          | 0           | 0          | 1                 | 0                 | 0                 | 0                 | 27       | 0      | 0           | 0          |
| D. Thun       | 2          | 0          | 0           | 0          | 0                 | 0                 | 0                 | 0                 | 2        | 0      | 0           | 0          |
| G. Zebrowski  | 28         | 11         | 0           | 0          | 1                 | 0                 | 0                 | 0                 | 29       | 11     | 0           | 0          |